# 扎揚特 (加利福尼亞州)
札揚特（英語：Zayante）是位於美國加利福尼亞州聖塔克魯茲縣的一個人口普查指定地區。

## 地理
札揚特的座標為37°05′20″N 122°02′29″W / 37.08889°N 122.04139°W，而該地最高點為海拔高度213米（即699英尺）。

## 人口
根據2010年美國人口普查的數據，札揚特的面積為7.058平方千米，均為陸地。當地共有人口705人，而人口密度為每平方千米99人。